# Пневматична гвинтівка Жирандоні

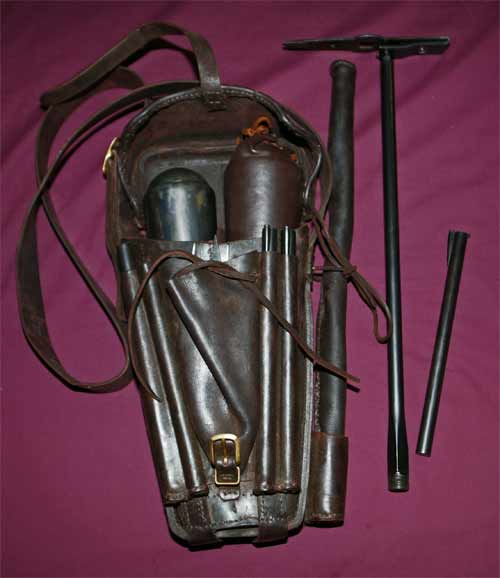
Відтворена сумка для спорядження австрійської гвинтівки Жирандоні, яка містить запасні балони, ручну помпу, магазини, форму та черпачок для лиття куль

Пневматична гвинтівка Жирандоні була виготовлена тірольським годинниковим майстром та зброярем Бартоломео Жирандоні (1744–1799) близько 1779 року. Часом згадують майстра як Бартоломео Жирардоні (Girandoni, Girardoni чи Girardony).

## Історія та використання
Пневматична гвинтівка Жирандоні була на службі австрійської армії, зокрема прикордонних військ від 1780 р. до близько 1815 р. Такі переваги як висока скорострільність, відсутність полум'я та хмари, низький рівень звуку від пострілу спочатку радо сприйнялись. Та, зрештою, від гвинтівки відмовились через кілька причин. Для того, щоб здіснити серію з 20-30 пострілів, необхідно було здійснити близько 1500 качків ручною помпою для наповнення резервуару до оптимального тиску повітря. А справді ефективними були лише перші 20 пострілів. На самому початку запровадження гвинтівки в армійські підрозділи стало очевидним, що абсолютно непрактичним буде наповнювати всі, спорожнілі під час інтенсивного бою, резервуари ручною помпою. Тому Жирандоні розробив механічну колесову помпу. В ній обертовий рух колеса перетворювався в поступальний рух поршня високого тиску. Передбачалося використовувати такий пристрій для кожних п'яти гвинтівок плюс одна ручна помпа, та тільки дві такі механізовані помпи були виготовлені. Пізніше вирішили, що лише кожен другий солдат матиме ручну помпу. А Жирандоні розробив на додачу до двох механічних помп два транспортери, які перевозили до 1000 споряджених балонів. Для поповнення запасів балонів відправляли посильних в тил за лінію вогню. Резервуар, він же приклад, виготовлявся з кованої сталі, скріплювався заклепками та герметизувався пайкою. Сама конічна форма резервуару-прикладу була вдалою та практичною, але  досить складною для виготовлення. На той час такі процеси з технічної точки зору були достатньо трудоємкими та витратними а тому не поширеними. До того ж зброя була досить делікатна, тобто чутлива до випадкових ударів, пошкоджень, звичних для воєнних обставин. А це могло призвести до раптової недієздатності зброї. Бойова експлуатація гвинтівки та догляд за нею відрізнялися від решти зброї того часу. Це вимагало додаткової підготовки для солдат. І хоча військові зрештою відмовилися від гвинтівки Жирандоні, мисливці продовжували використовувати її, оскільки у мисливстві немає потреби в довгих серіях пострілів, а отже і немає потреби часто переспоряджувати балони. А незначний за гучністю звук пострілу не демаскує стрільця.

## Будова та технічні характеристики
Пневматична гвинтівка Жирандоні довжиною 1.2 м та масою 4.5 кг була близькою за параметрами ураження до мушкетів тих часів. До гвинтівки застосовувалися круглі кулі .46 калібру (11.75 мм) зі свинцю. Циліндричний магазин, розташований паралельно стволу, містив 20 куль. Ударний механізм куркового типу, що зовні нагадував тогочасні кремнієві затвори, вдаряючи по клапану резервуара на короткий проміжок часу відкривав резервуар, випускаючи порцію стиснутого повітря, яке в свою чергу розганяло свинцеву кулю в стволі. Ствол, виготовлений з бронзи, мав 12 правосторонніх нарізів з кроком гвинта приблизно 26.25 дюймів (667 мм). Відтворення гвинтівки Жирандоні сучасними дослідниками [1] на основі оригінальних зразків показало, що тиск в балоні, об'ємом близько 1 л, сягав 800-1000 psi (54-67 атм). Маса свинцевої кулі калібру 11.75 мм ~ 10 г. Швидкість кулі першого пострілу сягала 270 м/с (енергія 370 Дж) Середня швидкість кулі в серії 20 пострілів (весь магазин) становила ~ 200 м/с. Отже, середня енергія пострілу ~ 200 Дж. Перезарядка відбувалася наступним чином. Слід було підняти гвинтівку вертикально, стволом догори, та пересунути зліва направо прямокутний перезарядний слайдер з отвором, розташований поперечно казенній частині ствола. Куля з магазина під власною вагою потрапляла в отвір слайдера. Під дією зворотньої плоскої пружини слайдер повертався в попереднє положення та переносив кулю до основи ствола. Тобто це є нічим іншим як казенним заряджанням. Для стрільби з мушкета солдат змушений стати поряд з гвинтівкою для того, щоб засипати порох та закласти кулю. Гвинтівка Жирандоні забезпечувала стрільцю «низький профіль», що життєво важливо в бою. Тогочасний військовий статут від 1788 року вимагав, щоб кожен стрілець був оснащений трьома попередньо спорядженими резервуарами (два запасні та один вкручений по різьбі до гвинтівки), шомполом для чистки ствола, ручною помпою, формою для лиття куль, сотнею свинцевих куль (1 в стволі, 19 в магазині, 80 в чотирьох магазинах). Для запасних балонів, магазинів, помпи була передбачена відповідна шкіряна сумка. Важливим було також підтримувати вологою шкіряну прокладку-сальник, що мала форму кільця та встановлювалась в задній частині гвинтівки, навколо різьби в яку вкручувалася кришка резервуара-приклада. Вологий сальник запобігав витоку повітря з балона крізь різьбу під час здійснення пострілів.
Повітряний резервуар булавоподібної форми виконував роль приклада. З повним балоном можна було здійснити до 30 пострілів. За максимального тиску, кулі були ефективними на відстані до 150 ярдів (137 м). Потужність пострілу падала в міру спороження резервуару. Воєнний письменник August Haller в 1891 році відзначав у трактаті Die österreichische Militär-Repetier-Windbüchse, що перші десять пострілів були ефективні на відстані 150 кроків, наступні десять — на відстані до 120–125 кроків, решта десять до 100 кроків. Тиск, що лишався в резервуарі був надто низьким.

## Важливо
Пневматична гвинтівка Жирандоні була чи не першою багатозарядною гвинтівкою магазинного типу. До того ж вона була першою армійською багатозарядною гвинтівкою. Серед новацій це казенний перезарядний пристрій слайдерного типу, який дозволяв здійснити щонайменше 22 прицільні постріли за хвилину (хоч в запасних магазинах і було по 20 куль, встановлений паралельно стволу подавач вміщував 22 кулі). На той час це була неймовірна скорострільність. Для прикладу мушкет, який споряджався через дульний зріз, дозволяв здійснити 3-4 прицільні постріли за хвилину. Резервуар тиску, що виконував роль приклада, досить швидко міг бути замінений в бойових умовах, оскільки вкручувався в задній частині гвинтівки лише на єдину різьбу (приблизно М22). Що додатково підвищувало загальну скорострільність бойового підрозділа. Важливим був винахід латунної спіральної пружини, яка в кожному резервуарі виконувала роль зворотної пружини клапана. Оскільки латунь не руйнувалась під дією конденсату, що міг накопичуватись при кожному споряджанні балона, це забезпечувало надійне утримання сталого тиску в балоні та тривалу експлуатацію клапана. Хоча гвинтівка Жирандоні була на службі лише 35 років, вона випередила час завдяки оригінальній будові та технологіям виготовлення. Зокрема вогнепальна багатозарядна гвинтівка Генрі (Вінчестер (гвинтівка)) з'явилась лише за 50 років.